# Locustelle de Pallas
Helopsaltes certhiola
Espèce
Statut de conservation UICN

 LC  : Préoccupation mineure
La Locustelle de Pallas (Helopsaltes certhiola) est une espèce de passereaux de la famille des Locustellidae, quelquefois encore classée dans celle des Sylviidae.

## Répartition

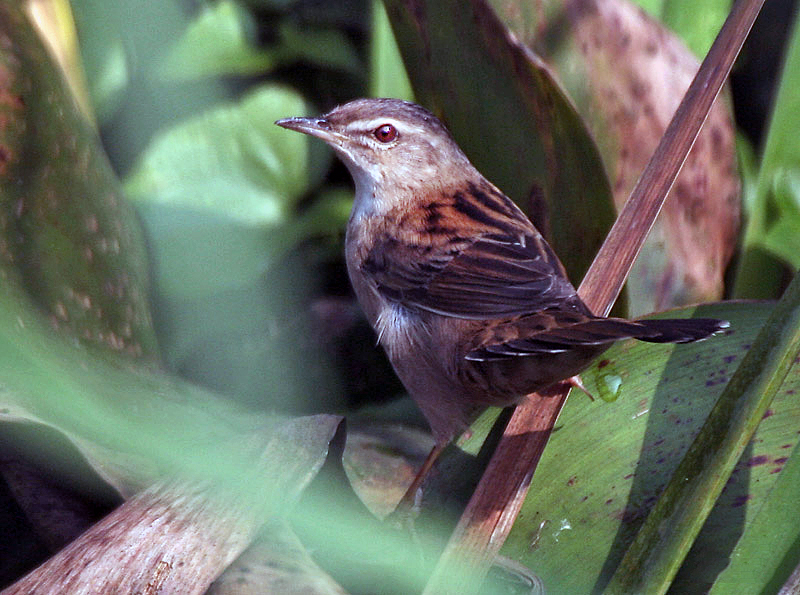
Locustelle de Pallas dans la région de Calcutta

Cette espèce niche dans le nord de l'Asie et en Sibérie orientale. Elle migre pour rejoindre ses quartiers d'hiver s'étendant de l'Inde jusqu'en Indonésie à l'est.

## Taxonomie
Avant la classification de référence du Congrès ornithologique international (version 8.2, 2018), l'espèce était rattachée au genre Locustella. Certaines références,, peuvent toujours la mentionner sous le nom Locustella certhiola.

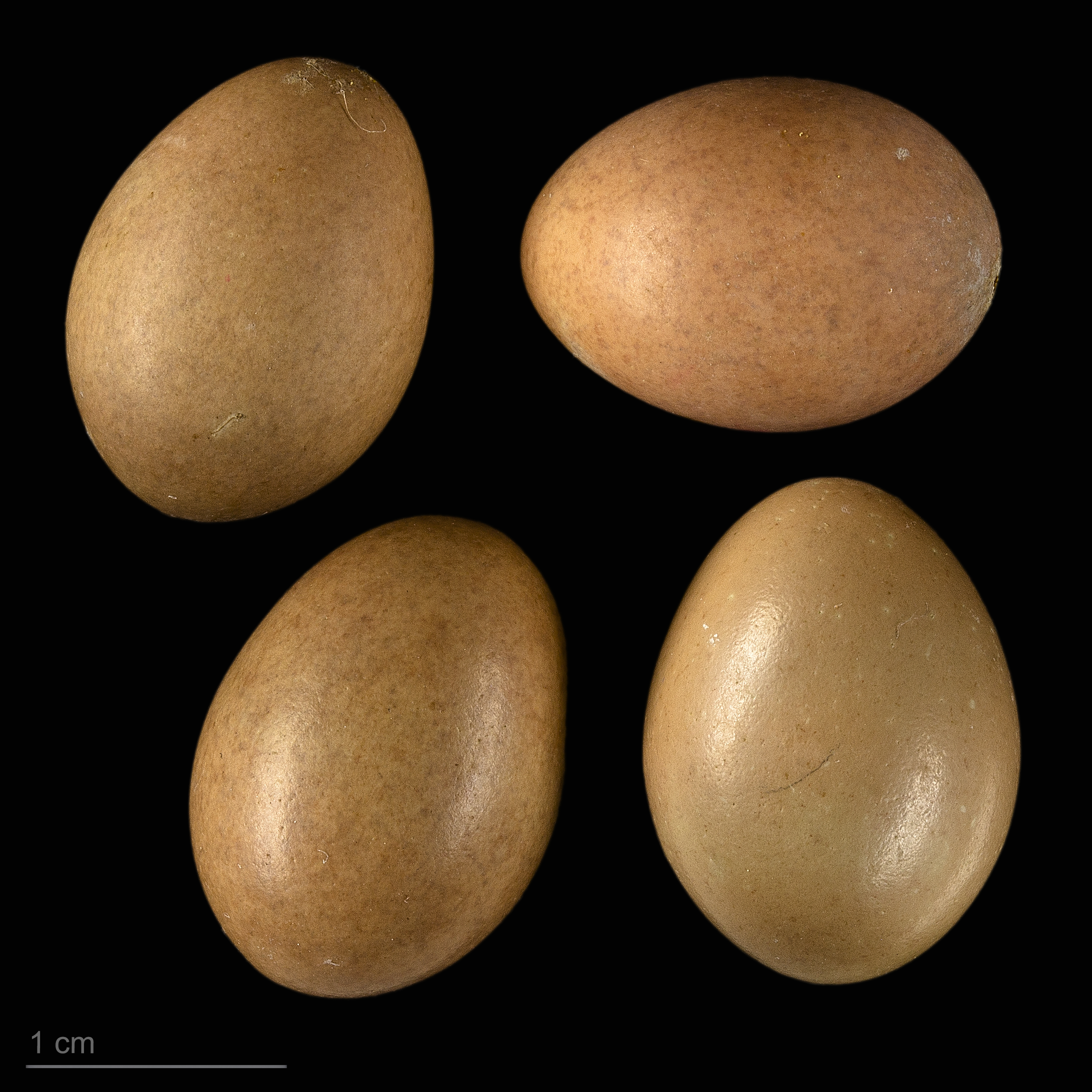
Oeufs de Locustella certhiola - Muséum de Toulouse